# Copa Davis 1920
La Copa Davis 1920 fue la 15.ª edición del torneo de tenis masculino más importante por naciones. La ronda final se celebró del 30 de diciembre de 1920 al 1 de enero de 1921. Estados Unidos se proclamó como equipo ganador de la Copa, venciendo al equipo de Australia por 5 a 0.

## Ronda Final
| | Australia | 0                               | 5  | Estados Unidos |   |   |
| --- | --------- | ------------------------------- | -- | -------------- | - | - |
| Domain Cricket Club, Auckland, Nueva Zelanda 30 de diciembre de 1920 al 1 de enero de 1921 |           |                                 |    |                |   |   |
| \| 1 \| \| Norman Brookes \| 8 \| 4 \| 6 \| 4 \| \| 1 \| \| Bill Tilden \| 10 \| 6 \| 1 \| 6 \| \| 2 \| \| Gerald Patterson \| 3 \| 1 \| 1 \| \| \| 2 \| \| Bill Johnston \| 6 \| 6 \| 6 \| \| \| 3 \| \| Norman Brookes-Gerald Patterson \| 6 \| 4 \| 0 \| 4 \| \| 3 \| \| Bill Johnston-Bill Tilden \| 4 \| 6 \| 6 \| 6 \| \| 4 \| \| Gerald Patterson \| 7 \| 2 \| 3 \| 3 \| \| 4 \| \| Bill Tilden \| 5 \| 6 \| 6 \| 6 \| \| 5 \| \| Norman Brookes \| 7 \| 5 \| 3 \| 3 \| \| 5 \| \| Bill Johnston \| 5 \| 7 \| 6 \| 6 \| |           |                                 |    |                |   |   |
| 1 |           | Norman Brookes                  | 8  | 4              | 6 | 4 |
| 1 |           | Bill Tilden                     | 10 | 6              | 1 | 6 |
| 2 |           | Gerald Patterson                | 3  | 1              | 1 |   |
| 2 |           | Bill Johnston                   | 6  | 6              | 6 |   |
| 3 |           | Norman Brookes-Gerald Patterson | 6  | 4              | 0 | 4 |
| 3 |           | Bill Johnston-Bill Tilden       | 4  | 6              | 6 | 6 |
| 4 |           | Gerald Patterson                | 7  | 2              | 3 | 3 |
| 4 |           | Bill Tilden                     | 5  | 6              | 6 | 6 |
| 5 |           | Norman Brookes                  | 7  | 5              | 3 | 3 |
| 5 |           | Bill Johnston                   | 5  | 7              | 6 | 6 |